# Démoni vadnyugat
A Démoni vadnyugat (Time to Get Cereal) a South Park című rajzfilmsorozat 293. része (a 22. évad 6. epizódja). Elsőként 2018. november 7-én sugározták az Amerika Egyesült Államokban a Comedy Centralon, míg hazánkban ugyancsak a Comedy Central mutatta be 2018. december 4-én.
Ez egy dupla rész első epizódja, amelyben visszatér a Medvedisznóember, mint a globális felmelegedés metaforája (és akin keresztül annak tagadását is bemutatják). Visszatér továbbá az egykori alelnök Al Gore is, hogy segítsen a fiúknak megállítani a tömeges haláleseteket. Eredeti címét Gore kifigurázott beszédhibája miatt kapta (serious / cereal, a magyar szinkronban komolyan / kamion), magyar címét pedig a Red Dead Redemption 2 című játék után, amely szintén a cselekmény központi eleme.

## Cselekmény
Jimbo Kern és Ned Gerblansky a Böcsület Farmon vadásznak, és úgy vélik, medve nyomaira bukkantak. Medve helyett azonban a Medvedisznóember bukkan fel, aki megtámadja és elhurcolja magával Nedet. Az esetet Jimbo és Randy mellett Stan is végignézi, aki elmeséli ezt a barátainak. Később az iskolaudvaron megtalálják Collin Brooks szétmarcangolt holttestét. A rendőrség és Harrison Yates őrmester is úgy gondolják, hogy az egész csak egy "szokványos" iskolai lövöldözés (amellyel kapcsolatban az előző epizódokban is látható volt, hogy mindenki teljesen érzéketlen), még akkor is, amikor teljesne nyilvánvaló, hogy a holttestet szétmarcangolták és ettek is belőle. Yates dühös amiatt is, mert már nagyon menne haza a Red Dead Redemption 2 című játékkal játszani, de a nyomozás miatt nem tud. Első körben Cartmant és Kennyit gyanúsítja meg a gyilkosság elkövetésével, majd Kyle-t és Stant, akiknek így életfontosságúvá vált, hogy tisztázzák magukat.
Ezalatt egyre több holttest kerül elő az erdőkben, sőt a Medvedisznóember már fényes nappal is támadásba lendül és éttermekben okoz vérfürdőt. Még ennek ellenére is sokan vannak, akik tagadják a Medvedisznóember létezését, és amikor szembesülnek vele, akkor is egy vállrándítással intézik el a dolgot, hogy már úgysem tudnak mit tenni ellene. Ezalatt Yates és a felesége között is megromlik a viszony, ugyanis az asszony, akinek hiányzik a sokat túlórázó férje, elkezdett játszani a férje Red Dead Redemption 2-mentésével. Yates teljesen kiakad, amiért emiatt újra kell kezdenie a játékot.
A fiúk visszaemlékeznek arra, hogy a Medvedisznóemberről először Al Gore-tól hallottak, aki aktívan nyomozott utána. Felkeresik az ex-alelnököt, aki jobbára bowlingozással tölti a mindennapjait. Gore azonban nem hajlandó segíteni nekik, mert jól emlékszik, hogy kicsúfolták és nem vették őt "kamion", amikor neki volt igaza. Ezért aztán a fiúknak hosszasan és különféle ünnepélyes módokon kell tőle bocsánatot kérniük, mielőtt segítene nekik. Gore elmondja, hogy a Medvedisznóember egy démon, akit a Sátán küldött, valamilyen ismeretlen okból. Egy démoni rituálé keretei közt feláldoznak egy kecskét, mire megjelenik a Sátán. Ő meglepő módon azt mondja nekik, hogy a helyi könyvtárba kell menniük, hogy információt szerezzenek. Ott rájönnek, hogy a Medvedisznóember egy úgynevezett végzetrosta - egy olyan démon, amelyik minden pár nemzedék során eljön, hogy alkukat kössön a kegyelemért, de ezerszer nagyobb mészárlást rendez az adósság behajtásakor. Váratlanul megjelenik a rendőrség, Al Gore pedig a fiúkra testálja, hogy mondják el nekik, hogy a Medvedisznóember létezik, valaki alkut kötött vele a városban, és most mindenkinek be kell ismernie, hogy egyszer az életben tévedtek, amikor tagadták a létezését. A rendőrök azonban meg sem hallgatják őket, hanem letartóztatják mind a négyüket. Az eseményt közvetíti a tévé, az öregek otthonában Marvin pedig azt nézve amiatt kesereg, hogy mit tett.

## Forráshivatkozások
1. ↑  Schedeen, Jesse: South Park Season 22, Episode 6: "Time to Get Cereal" Review (angol nyelven). IGN, 2018. november 8. (Hozzáférés: 2024. június 6.)